# Мацуо, Юкими
Юкими Мацуо (яп. 松尾 幸実 Мацуо Юкими); род. 20 октября 1987, Киото) — японская модель и мангака, участница конкурса красоты «Мисс Вселенная 2013».

## Биография
Юкими Мацуо родилась 20 октября 1987 года в Киото.
Юкими рисовала мангу для местных газет. Когда ей предложили публикацию онлайн, пришло сообщение о том, что она попала в национальный отбор на конкурс «Мисс Вселенная Япония», и, решив, что это её последний шанс из-за возраста, Юкими решила отказаться от сериализации и участвовать в конкурсе. 5 марта 2013 года она выиграла национальный конкурс красоты . Победа в национальном конкурсе позволила ей принять участие на международном конкурсе красоты «Мисс Вселенная 2013», но в топ-16 она не вошла. В конкурсе национальных костюмов она вошла в топ-5.